# Mesevania swinhoei
Mesevania swinhoei är en stekelart som beskrevs av Basibuyuk och Alexandr Rasnitsyn 2000. Mesevania swinhoei ingår i släktet Mesevania och familjen hungersteklar. Inga underarter finns listade i Catalogue of Life.